# نادي العدالة (السعودية)
نادي العدالة السعودي لكرة القدم هو نادي كرة قدم سعودي محترف يقع مقره في الأحساء في المنطقة الشرقية شرق السعودية. صعد إلى الدوري السعودي للمحترفين لأول مرة في تاريخه في عام 2019  .
السعودي الأولى في موسم 2008–09 ثم في موسم دوري الدرجة الثانية السعودي 2015–16. أمضى النادي أربعة مواسم فقط في دوري الدرجة الأولى السعودي، ثم تأهل إلى دوري المحترفين السعودي في 15 مايو 2019، صنع النادي التاريخ من خلال صعوده إلى دوري المحترفين لأول مرة.
وبكرة  السلة بنادي العدالة بوجود بعض الاعبين المحترفين  عبد المهيمن الشهاب وعلي السلمان ونجاد الحاجي أحمد وجاسم الماجد وصادق اليوسف  والأمجد الصويلح والكثير من اللاعبين المتميزين في فئة الشباب الذين ينافسون في المناطق والناشئين الذين ينافسون في دوري الممتاز  لكرة السلة بإشراف الإداري الكبير /رشدي المحيميد لعب النادي مبارياته على أرضه على ملعب الأمير عبد الله بن جلوي في الأحساء، ويتقاسم الملعب مع ثلاثة أندية أخرى مقرها الأحساء وهي نادي الفتح ونادي هجر ونادي الجيل.

## التأسيس
تأسس نادي العدالة ما بين عامين 1378 – 1384 هـ (1959-1964 م) كنادي غير مُعترف به، حتى جاء الاعتراف الرسمي للنادي عام 1404 هـ.

## شعار النادي
بدأ شعار النادي عند انطلاقته باللونين الأزرق والأخضر وتبدل بعد الاعتراف إلى الأبيض والأزرق والأحمر والبني ثم تم إلغاء اللون البني، وأصبح شعار نادي العدالة الحالي (أزرق + أحمر + أبيض).

## الإدارة
كان مجلس إدارة النادي في بداية تأسيسه برئاسة :ـ
- محمد أحمد الكشي (أبوفوزي) رئيساً، وعندما تحقق الاعتراف المبدئي والنهائي عام 1404 هـ
تشكلت أول إدارة رسمية للنادي في ذلك العهد برئاسة:ـ
- طاهر محمد العيثان (رئيساً)
بعد ذلك توالت الإدارات.
وجاء رؤساء النادي تباعاً منذ تأسيسه حتى عهدنا الحديث.. كالتالي:ـ
- الأستاذ محمد احمد الكشي (أبوفوزي)
- أحمد المشعل (أبوعماد)
- طاهر محمد العيثان
- حسين الحاج احمد
- عبد الله حسين الخضيري
- عبد العزيز عبد الله المضحي
- عبد الله الخضيري (مرة أخرى)
- عبد العزيز المضحي (مرة أخرى)
- فايز عبد الله الكشي
- حسين علي سالم البلادي.

## اللاعبون
ملاحظة: تشير الأعلام إلى المنتخب الوطني على النحو المحدد في قواعد الأهلية للفيفا. قد يحمل اللاعبون أكثر من جنسية واحدة غير تابعة للفيفا.
| الرقم | البلد    | المركز | اللاعب          |
| ----- | -------- | ------ | --------------- |
| 3     | البرازيل | مدافع  | فيليب مايا      |
| 4     | السعودية | مدافع  | حسين المصعبي    |
| 6     | السعودية | وسط    | مشاري القحطاني  |
| 7     | نيجيريا  | مهاجم  | أنثوني أكبوتو   |
| 8     | السعودية | مدافع  | عبد الله اليوسف |
| 9     | السعودية | وسط    | محمد السهلي     |
| 10    | البرازيل | وسط    | ألان كاريوس     |
| 11    | الجزائر  | مهاجم  | رضا بن سايح     |
| 12    | السعودية | مهاجم  | راشد السالم     |
| 13    | السعودية | حارس   | محمد البلادي    |
| 15    | السعودية | وسط    | حسن المحمد      |
| 16    | السعودية | وسط    | خالد الحامضي    |
| 17    | السعودية | وسط    | حسن المجحد      |

| الرقم | البلد    | المركز | اللاعب          |
| ----- | -------- | ------ | --------------- |
| 18    | السعودية | وسط    | إلياس البلادي   |
| 19    | المغرب   | مدافع  | أمين عطوشي      |
| 20    | السعودية | مدافع  | محمد أبو عبد    |
| 21    | السعودية | مدافع  | عبد الإله جعفري |
| 22    | السعودية | حارس   | علي العامري     |
| 25    | السعودية | مدافع  | توفيق بوحيمد    |
| 26    | السعودية | حارس   | حاتم الجهني     |
| 58    | السعودية | وسط    | أيمن الحجيلي    |
| 71    | السعودية | مهاجم  | محمود البوحسن   |
| 88    | السعودية | وسط    | علي السويج      |
| 89    | السعودية | وسط    | خالد المزيعل    |
| 90    | السعودية | وسط    | عمار الباشا     |
| 91    | السعودية | مهاجم  | نواف بو عامر    |

## المدربين
| المدرب         | الفترة         | الفترة        |
| المدرب         | من             | إلي           |
| -------------- | -------------- | ------------- |
| أحمد ساري      | 14 نوفمبر 2016 | 20 مارس 2017  |
| عبد الله درويش | 27 مارس 2017   | 5 مايو 2018   |
| رضا الجدي      | 15 مايو 2018   | 26 أبريل 2019 |
| رضا الجنبي     | 26 أبريل 2019  | 16 مايو 2019  |
| اسكندر القصري  | 31 مايو 2019   | 4 نوفمبر 2019 |
| ناصيف البياوي  | 5 نوفمبر 2019  | 13 يونيو 2020 |
| جياني سوليناس  | 25 يونيو 2020  | 9 سبتمبر 2020 |
| محمد المكشر    | 18 سبتمبر 2020 | الأن          |

## الجهاز الفني
| المدير الفني | ناصيف البياوي    |
| مساعد المدرب | منير بوقديدة     |
| مدرب اللياقة | إسماعيل المحجوبي |
| مدرب التقييم | أنيس مليك        |
| مدرب الحراس  | بوراوي عيسى      |

## الإنجازات في الألعاب

### كرة اليد
ويأتي صعود فريق كرة اليد للدرجه الممتازة هو الحدث المهم.. وبعد ذلك جاء صعود فريق كرة القدم للدرجه الثانية وبعد ذلك للدرجه الأولى وصعود فريق الكرة الطائرة للشباب ثم الفريق الأول للممتاز كأبرز الأحداث. وصعدوا بالنادي على مستوى الشباب للدرجة الممتازه وعلى مستوى الفريق الأول حققوا العديد من الإنجازات وأهمها صعود النادي للدرجة الممتازة.

### الدراجات
في الدراجات صعد فريق النادي للدرجة الممتازة ونافس الفرق بقوة وتشرف بعض لاعبوه بالانضمام لصفوف المنتخب السعودي.

### ألعاب القوى
وفي ألعاب القوى شهدت ميادين المملكة الإنجاز تلو الإنجاز لأبطال العدالة وصعد الفريق وبجهوده الذاتية المتواضعة للدرجة الأولى وانضم لصفوف المنتخب السعودي الكثير من لاعبي النادي، وحققوا الإنجازات على مستوى المملكة والخليج والعرب وآسيا.

### التنس
في التنس الأرضي حقق أبطال العدالة الكثير من الإنجازات على مستوى المملكة وتشرف الكثير من لاعبو اللعبة بالانضمام لخدمة المنتخب السعودي.

### كرة السلة
بقيادة المدرب المصري /عمرو بواليزيد
وبوجود لاعبين محترفين عيسى الحافظ و أحمد الجميعي ورضا الغنام وطالب العباد وعلي السلمان ونجاد الحاجي أحمد وعبد المهيمن الشهاب والكثير من اللاعبين المتميزين في فئة الشباب والناشئين الذين ينافسون في دوري المناطق لكرة السلة واختتم شباب العدالة الدوري بخسارة من فريق الروضة المتصدر وناشئين العدالة حققو 4 انتصارات متتالية في الدوري ويحتل المركز الرابع من الدوري وبإشراف الإداري الكبير/رشدي المحيميد.

### كرة القدم
في كرة القدم.. توالت الإنجازات على مستوى الناشئين والشباب والفريق الأول وصعود النادي للدرجة الثانية والدرجة الأولى يعتبر أهم انجاز يسجل لهذه اللعبة..
وفي موسم 2019 صعد إلى الدوري السعودي للمحترفين دوري الأضواء والمحترفين بعد ما حل ثالثاً في ترتيب الدرجة الأولى
ويشار إلى أن لعبة كرة القدم بالنادي خرجت العديد من اللاعبين الذين انضموا لفرق كبيرة كيسري الباشا للأتفاق واحمد المبارك للنصر ثم للاتفاق ومن أنديتهم إلى تمثيل منتخب السعودية.